# Екоцид
Екоци́д (від грец. οικος — будинок і лат. caedo — вбиваю) — масове знищення рослинного або тваринного світу, отруєння атмосфери або водних ресурсів, а також вчинення інших дій, що можуть спричинити екологічну катастрофу.
Поняття «екоцид» почало активно використовуватися з 70-х років XX століття.
Екоцид є кримінально караним діянням як в українському, так і в міжнародному праві. Згідно з кримінальним кодексом України карається позбавленням волі на строк від восьми до п'ятнадцяти років.
В міжнародному праві сприймається як вплив на біосферу, літосферу, гідросферу та атмосферу Землі з метою зміни їх динаміки, складу чи структури, вплив на (або через) космічний простір, що може потягнути чи потягнуло масове знищення наповнення сфер Землі, інші тяжкі наслідки.
Особливо тяжкою формою екоциду є воєнний екоцид — порушення екосистем середовища проживання людини в результаті бойових дій, які мають військову і політичну ціль.

## Приклади екоциду (в тому числі воєнного) у світовій історії
Під поняття визначення «екоциду» згідно з міжнародним правом підпадають факти цілеспрямованого негативного впливу на природне середовище, в тому числі і під час бойових дій. Застосування хімічної зброї теж може бути розцінене як екологічний злочин, у випадку масованого негативного впливу на природу. Якщо ж такого впливу не має, це кваліфікується у міжнародному праві як військовий, а не екологічний злочин. В історії відомо багато випадків типового воєнного екоциду:
- У IV ст. до н. е. один із «семи мудреців» Стародавньої Греції Солон при облозі міста Кірра отруїв річку, що призвело до масової загибелі захисників міста. Факти отруєння води відомі і в Стародавньому Римі (під час боротьби проти римських легіонів, германські воїни спеціально отруювали воду в криницях, аби зменшити чисельність римського війська).
- Під час Першої Світової війни німецькі війська стали першими, хто застосував хімічну зброю масового ураження проти своїх ворогів — французів і англійців поблизу містечка Іпр (Бельгія) у 1915 році. Хімічні речовини (іприт та хлор) окрім вбивчого ефекту на солдатів, мали ще й фатальний вплив на довкілля.
- Під час Другої Світової війни німецькі окупанти вивозили з Північної та Східної України потягами родючий чорнозем. Внаслідок цього було завдано непоправної шкоди ґрунтовій фауні на значних площах, знижено родючість ґрунту та знищено гумусний шар.
- Під час В'єтнамської війни американські винищувачі розпорошили над Камбоджею і В'єтнамом понад 100 тисяч тон дефоліантів. В складі цих хімікатів мали місце арборіциди з домішками діоксинів. Ці сполуки мали вбивчий вплив на дерева індокитайських джунглів. Через застосування цих хімічних отрут було виведено з обробітку майже половину орних земель В'єтнаму, а також знищено 2 млн га лісів. Вимерло 2/3 біологічних видів
- Під час війни в Перській затоці урядові війська Іраку навмисне підірвали 1200 нафтових родовищ, ряд нафтобаз та танкерів. Продукти згорання потрапили в атмосферу, ґрунти та Світовий океан, спричинивши безпрецедентні забруднення довкілля.
- Американські війська у 2004 році використали фосфорні боєприпаси при бомбардуваннях іракського міста Фалуджа, що спричинило не лише масові жертви серед людей, але й катастрофічні забруднення навколишніх ґрунтів фосфорними сполуками.
- Під час російсько-української війни 2014—2015 рр. проросійські терористи цілеспрямовано обстрілювали Авдіївський коксохімічний завод (Донецька область). Руйнування інфраструктури цього підприємства становило величезну загрозу викидів небезпечних хімічних сполук у довкілля. Згідно з міжнародним правом, ці акти підпадають під визначення «Воєнного екоциду».

## Екоцид в Україні (з 2022 року)
Із початку повномасштабного вторгнення Росії на територію України, дії російської армії спричинили значне забруднення ґрунтів, повітря, водних ресурсів, а також призвели до загибелі великої кількості тварин. У виступі під час саміту G20 Президент України Володимир Зеленський назвав екологічні злочини Росії в Україні екоцидом і закликав об'єднати зусилля світової спільноти порятунку довкілля. 
Згідно офіційним джерелам, дії Росії спричинили наступні наслідки:
- 182 880 м2 ґрунту забруднено шкідливими речовинами [3]
- 23 286 га лісу спалено російськими ракетами та снарядами; [3]
- Понад 6 000 000 сільськогосподарських тварин загинуло через російську агресію; [4]
- Близько 50 000 дельфінів загинули у Чорному морі[5] і продовжують гинути; [6]
- майже 500 зруйнованих або пошкоджених водоочисних споруд.[7]

В листопаді 2022 року українська зоозахисна організація  UAnimals запустила міжнародну кампанію #StopEcocideUkraine з вимогою покарати Росію за екоцид під час війни в Україні. Серед інших, ініціативу підтримав американський актор Ерні Гадсон, відомий за роллю в фільмі Мисливці на привидів (фільм, 1984). В рамках кампанії на сайті Change.org активісти запустили петицію зі зверненням до ООН та Європейського парламенту.
6 червня 2023 року російські окупаційні війська здійснили терористичний акт-екоцид — підрив Каховської ГЕС. У 8:35 з'явилася не підтверджена інформація про те, що через підрив ГЕС, усі тварини у зоопарку "Казкова Діброва" в Новій Каховці загинули .